# Julius Liebrecht
Julius Liebrecht (* 30. Dezember 1891 in Oberlahnstein; † 13. September 1974 in Ingelheim am Rhein) war ein deutscher Offizier und Unternehmer.

## Leben
Nach dem Abitur trat Liebrecht in das Deutsche Heer in eine Offizierslaufbahn ein und schied nach dem Ende des Ersten Weltkriegs im Dienstgrad eines Rittmeister aus deren Diensten aus. Er heiratete Albert Boehringers Tochter Ilse und übernahm 1920 eine leitende Position bei C. H. Boehringer Sohn. Während des Zweiten Weltkriegs war Liebrecht Angehöriger der Luftwaffe der Wehrmacht und verließ diese nach dem Krieg im Dienstgrad eines Oberstleutnants. Während der Ruhrbesetzung 1923 war er Leiter des Ingelheimer Werks der C. H. Boehringer Sohn und ab 1965 Vorsitzender der Unternehmensleitung.

## Verdienste und Ehrungen
- Großes Verdienstkreuz mit Stern, 1967
- Ehrenbürger von Ingelheim
- Ehrenbürger der Johannes Gutenberg-Universität Mainz